# La Sala (Vilallonga de Ter)
La Sala és una fortalesa medieval del municipi de Vilallonga de Ter (Ripollès) declarada bé cultural d'interès nacional.

## Descripció
La Sala està situada en un prat, molt a prop del riu Ter. Es tracta d'una fortalesa medieval de forma gairebé quadrada amb pati central i coberta a quatre vessants. Ha patit nombroses reparacions i reconstruccions al llarg dels segles. Malgrat això podem diferenciar clarament dues etapes constructives. El mur nord i la meitat dels murs est i oest són els elements més antics. Presenten un gruix d'un metre i nombroses espitlleres. La resta de murs, en canvi, presenten un gruix aproximat de mig metre. Interiorment estan reforçats amb uns pilars adossats. Molt probablement aquests murs corresponen a la reconstrucció realitzada després dels terratrèmols del segle xv. Recentment la teulada ha estat reconstruïda. Hi ha un espai central que articula les habitacions del voltant. Per altra banda són visibles les espitlleres de forma allargassada. Aquestes estaven disposades en dos regleres, una al pis superior i una altra al pis inferior. Actualment, les inferiors resten pràcticament enterrades i només una intervenció arqueològica permetria la recuperació del nivell del sòl natural.

## Història

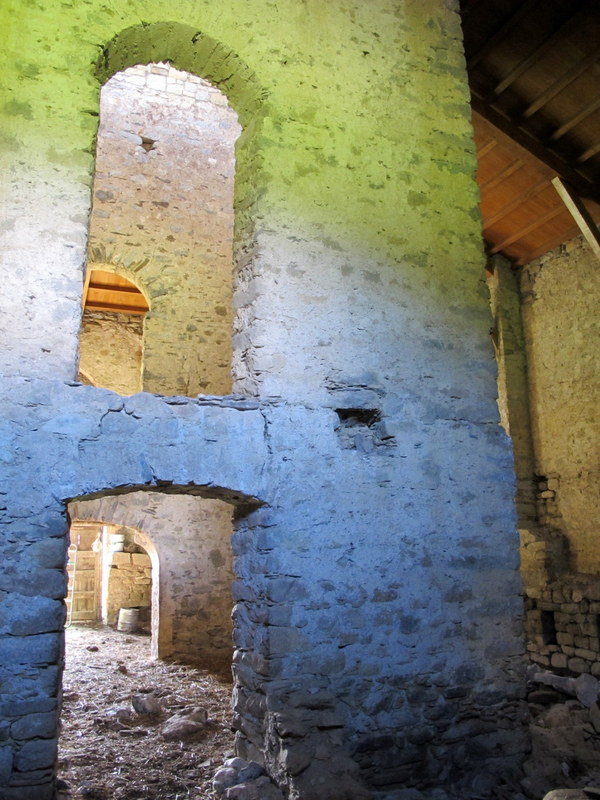
Fortalesa de la Sala. Murs del pati interior (octubre 2013)

Aquesta fortalesa era dins l'antic terme del castell del Catllar (Vilallonga de Ter) i el substituí quan aquest s'enrunà. Era la residència de la família Descatllar, senyors del terme i, un cop fortificat, fou el castell dels homes del castell del Catllar.
Les primeres notícies de la Sala són de l'any 1261, quan Galceran Descatllar cedí al seu fill i hereu Ramon Descatllar en els capítols matrimonials un estatge (staticum) i el castell del Catllar. L'any 1285 ja apareix amb el nom propi quan els homes d'Abella reteren homenatge a Ponç Descatllar.
L'enrunament del castell del Catllar donà funcions de castell a la fortalesa en virtut d'un privilegi concedit l'any 1362 pel rei Pere el Cerimoniós a Ponç Descatllar, donzell, on l'autoritzava que en la «domus» la Sala que tenia en feu reial, pogués edificar-hi un castell o fortalesa en la qual els homes poguessin refugiar-s'hi en temps de guerra.
La fortalesa resultà seriosament afectada pels terratrèmols dels anys 1427 i 1428 segons consta en un document de 1430. La reina Maria autoritzà a Ponç Descatllar perquè pogués reconstruir-la. Qualsevol que visqués en el terme podia ser forçat a participar en la reparació. La funció de refugi dels homes del terme de Catllar desaparegué durant la guerra civil entre el rei Joan II i la Generalitat, ja que els homes eren obligats a refugiar-se en el poble o castell de la Roca de Pelancà. Després de la guerra civil perdé la funció de residència dels Descatllar, ja que l'any 1488, Damià Descatllar traslladà la seva residència a la vila de Ripoll.

## Arquitectura

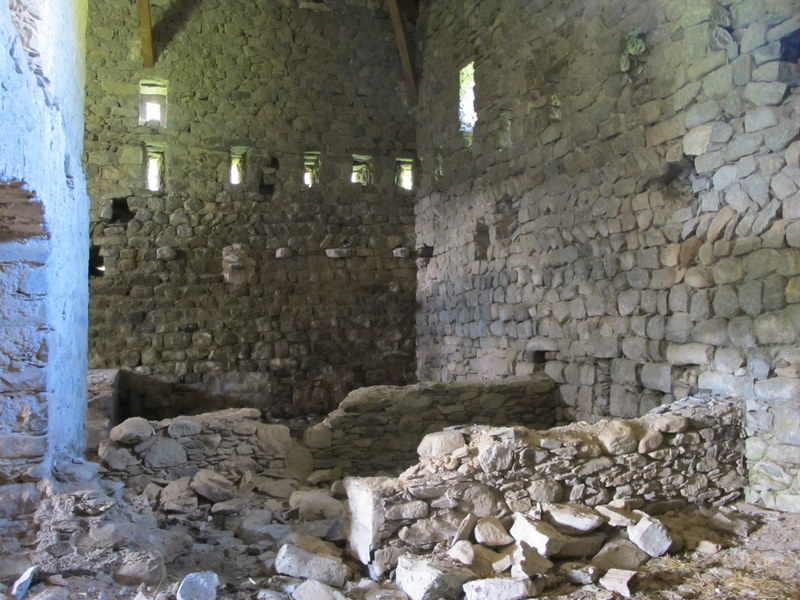
Fortalesa de la Sala. Interior (octubre 2013)

Construcció de planta gairebé ben quadrada amb una longitud exterior de 17,30 m. per costat dels quals, el més ben conservat és el de tramuntana. L'alçada és d'uns 6 m. A l'interior, quatre murs que també formen un cos de planta quadrada tanquen un pati central d'una amplada d'uns 4,55 m. Els murs externs tenen un gruix de 105 cm i els interns fan 55 cm. Les parets del pati central estan separades uns 5 m dels murs perimetrals. Sembla que, tot i les transformacions sofertes al llarg dels segles, la forma de la construcció s'ha mantingut força igual.
Hi ha almenys dues etapes en els murs perimetrals. La façana de tramuntana sencera i quasi la meitat de les façanes de llevant i ponent tenen el gruix esmentat de 105 cm i nombroses espitlleres. La resta de murs tenen 55 cm de gruix, reforçats als angles i al llarg de les parets per contraforts adossats de 50 cm. Entre el gruix de la paret i el del pilar contrafort, acaben tenint el mateix que a resta dels murs. Se suposa que la part nord és més antiga i la meridional s'ensorrà, potser en algun dels terratrèmols del s. XV (1427 - 1429).
Hi havia dos rengles d'espitlleres, el superior situat a més de 2 m del sòl. De moltes de les inferiors només se'n veu avui dia la part superior, per tant el nivell actual del sòl ha pujat en relació al que hi havia durant l'edat mitjana. Les espitlleres del rengle superior, d'esqueixada simple, arriben a 1 m d'alçada, una amplada exterior de només 10 cm i estan formades per cinc o sis carreus a banda i banda. Les inferiors eren segurament més baixes. A la façana de l'est, de la part més antiga de l'edifici, hi ha quatre espitlleres. A la de l'oest en veiem sis. A la banda nord se n'entreveuen unes onze, pel cap baix. En aquesta façana, quan va haver de ser refeta, s'hi va obrir una gran finestra.
L'aparell constructiu del sector nord és format a la part baixa per carreus allargats, d'uns 15 x 40 cm; més amunt són menors, de 20 x 30, 20 x 10, etc. En diversos segments hi ha opus spicatum i llosetes de llicorella entremig dels carreus. El morter de calç és força tou i blanquinós.
Les parets interiors tenen dues portes a dos nivells diferents cadascuna. Al nivell inferior, quatre portes de 125 cm d'amplada i prop de 3 m d'alçada cobertes amb arcs rebaixats format per llosetes col·locades en plec de llibre. Les del nivell superior són de la mateixa amplada i alçada superior als 3 m. coronades per arcs fets de llosetes radials que recorden l'època preromànica. L'aparell resta amagat quasi totalment darrere un arrebossat.
Sembla que l'ús que s'ha fet d'aquesta construcció -estable o herbera- ha ajudat a la seva relativa bona conservació. Darrerament s'ha restaurat la coberta.